# Golden Palace
Golden Palace war die Nachfolgeserie der Sitcom Golden Girls. Sie wurde von 1992 bis 1993 gedreht und ausgestrahlt. 
In der Serie Golden Girls hatten Beatrice Arthur, Betty White, Rue McClanahan und Estelle Getty vier Frauen gespielt, die in einer WG zusammen leben und gemeinsam ihren Lebensabend in Florida verbringen. Durch wechselseitige Gastauftritte und Crossover bilden die Serien Golden Girls, Golden Palace, Harrys Nest und Hallo Schwester! ein gemeinsames Serienuniversum.
Nach 180 Golden Girls-Folgen stieg Arthur aus der Serie aus, da sie der Auffassung war, die Serie würde bei weiteren Folgen Gefahr laufen, an Originalität und Wortwitz zu verlieren. Die drei übrigen Schauspielerinnen wollten weiterdrehen und so entstand die Serie Golden Palace, in der die drei ihre jeweiligen Rollen aus den Golden Girls weiterführten und als solche ein Hotel – das Golden Palace – kauften und betrieben.
Hierfür wurde auf ein nahezu identisches Team zurückgegriffen. So blieben auch die Titelmelodie – nun in einer Interpretation des Komponisten Andrew Gold und nicht wie zuvor von Cynthia Fee – und als Komponisten Gold und George Aliceson Tipton erhalten. In den ersten Folgen des Golden Palace wurde sogar noch die Szenenmusik der Golden Girls übernommen und erst Schritt für Schritt durch eigenständige Kompositionen ersetzt.
Die Serie wurde nach einer Staffel eingestellt. Der Erfolg der Golden Girls hatte darauf basiert, dass die vier Figuren ideal aufeinander abgestimmt waren und miteinander harmonierten. Es wurde jedoch schnell klar, dass dieses Zusammenspiel ohne Beatrice Arthur nicht mehr funktionierte. Als Ersatz für sie wurden Don Cheadle und Cheech Marin in die Serie aufgenommen. Roland ist der Rezeptionist des Golden Palace Hotels und Chuy kümmert sich, mit tatkräftiger Unterstützung von Sophia, um die Küche. Häufiger tritt auch der Junge Oliver auf.
| Figur             | Darsteller        | Deutscher Sprecher |
| ----------------- | ----------------- | ------------------ |
| Blanche Devereaux | Rue McClanahan    | Ursula Sieg        |
| Rose Nylund       | Betty White       | Verena Wiet        |
| Sophia Petrillo   | Estelle Getty     | Barbara Ratthey    |
| Chuy Castillos    | Cheech Marin      | Klaus Dittmann     |
| Roland Wilson     | Don Cheadle       | Lutz Mackensy      |
| Oliver Webb       | Billy L. Sullivan | Jona Mues          |